# Grand Hôtel Eden
Pour les articles homonymes, voir Grand Hôtel.
Le Grand Hôtel Eden est un hôtel historique, en activité depuis 1906, situé dans le village de Nervi à Gênes, en Italie.

## Histoire
L'hôtel est construit au début des années 1880 par Luigi Bonera et inauguré en 1885. En 1888, il est repris par la famille d’hôteliers suisses Fanconi-Klainguti, qui, au moment de l’acquisition, possède déjà l’Hôtel Bernina à Samedan et l’Hôtel Viktoria à Saint-Moritz. À son ouverture, l’établissement est doté d’ascenseurs et de chauffage à vapeur, ce qui lui permet de s’imposer comme l’un des plus importants et luxueux de la Riviera. À l’instar d’autres hôteliers suisses actifs à Nervi, la famille Fanconi gère l’Eden pendant les mois d’hiver, tandis qu’en été elle invite sa clientèle à séjourner dans ses hôtels en Suisse.
Dans les années qui suivent son ouverture, l’hôtel accueille des personnalités telles que Henryk Sienkiewicz, Arrigo Boito, Giuseppe Verdi, Richard Strauss et le Secrétaire d’État américain John Hay.
Pendant la Première Guerre mondiale, le bâtiment est transformé en hôpital militaire. À la fin du conflit, il reprend son activité hôtelière jusqu’en 1943, lorsqu’il est réquisitionné par l’armée allemande. En 1945, il héberge notamment des unités de radiotélégraphistes de la marine allemande.